# Коледж об'єднаного світу в Мостарі
Коледж об'єднаного світу в Мостарі (англ. United World College in Mostar), скорочено — UWC в Мостарі (англ. UWC Mostar) — приватний міжнародний коледж у Мостарі, столиці Герцеговинсько-Неретванського кантону. Коледж входить до мережі Коледжів об'єднаного світу. У коледжі навчаються учні віком 16 — 19 років (11 та 12 класи). Претенденти на навчання відбираються на конкурсній основі національними комітетами Коледжів об'єднаного світу, які функціонують більше, ніж у 150 країнах світу.
Претенденти з України відбираються національним комітетом «UWC Україна». Основні критерії відбору наведені на сайті комітету. Фіналістом відбору на 2016-2018 навчальні роки був український учень Сапронов Микола. У коледжі проводяться курси «“Waves for changes” у Мостарі», у яких беруть активну участь і учні з України.

## Історія
26 вересня 2006 у приміщенні відомої у Боснії і Герцеговині та найкращої у Мостарі Гімназії Алекси Шантича (хорв. Gimnazija Aleksa Šantić) було відкрито «Коледж об'єднаного світу в Мостарі», який зайняв третій поверх гімназії. Коледж було засновано за ініціативи міжнародної освітньої організації «Коледжі об'єднаного світу» та International Baccalaureate Organization.
26 вересня 2006 року, одночасно із відкриттям, коледж успішно пройшов процедуру акредитації освітньої програми «Diploma Programme» (укр. Програма для здобуття диплома) власником та розробником цієї програми, некомерційним освітнім фондом «International Baccalaureate®».
Офіційному відкриттю передувала кропітка робота з підготовки до роботи коледжу та до процедури акредитації, яка зайняла 18 місяців. Вирішувалися організаційні питання, підбір, навчання та атестація кадрів і викладачів, ремонт, будівництво та облаштування лабораторій, навчальних класів та споруд. Частина приміщень, споруд та інфраструктури гімназії використовується спільно.
Урочисте відкриття коледжу відбулося 22 травня 2007 за участі Її Високості королеви Йорданії Нур аль-Хусейн. На той час в коледжі навчалося 88 учнів із більше, ніж 30 країн світу.

## Мовні програми
Основною мовою викладання і спілкування є англійська. Звичайно, вивчають сербську, боснійську та хорватську, тому що найбільша кількість учнів є місцевими. Окрім цих мов, учні мають найбагатший, навіть для міжнародних шкіл, вибір вивчати «другу іноземну». Серед традиційних французької, іспанської, німецької можуть обирати і такі рідкісні навіть для міжнародних шкіл урду, маратхі, бірманську, непальську, шона тощо.
Особливістю школи є те, що учні мають змогу вивчати і українську як у обсязі необов'язкового курсу, так і з можливістю складання іспитів за вимогами програми «IB Diploma Programme» на рівні «UKRAINI A LIT».

## Українці в UWC in Mostar
Кожного року у коледжі навчаються діти із 60 країн, серед яких є і українці, рекомендовані на навчання за результатами конкурсного відбору національним комітетом «UWC Україна». Як правило, кожен з учнів демонструє у коледжі високий рівень знань та практичних навичок. Завдяки успішності та за результатами навчання учні-випускники отримують пропозиції від фонду Девіса на отримання стипендій для продовження навчання у вищих навчальних закладах США. 

### Випускники коледжу, які здобули ґранти на навчання
Серед українських випускників коледжу стипендії фонду Девіса завоювали:
| Ім'я            | Ґрант на навчання, спеціальності | Стажування та робота                                               |
| Тетяна Самілів  | Коледж Святого Олафа             | Президент оргкомітету конкурсу студентських проектів Премія Хальта |
| Микола Сапронов | Єльський університет             | Студентський координатор «UWC Україна»                             |
| Кіра Іванова    | Браунський університет           |                                                                    |
| Адріана Палиця  | University of Richmond           |                                                                    |